# Setra S 316 UL
Setra S 316 UL — пригородный автобус серии MultiClass 300, выпускаемый немецкой компанией Setra с 1990 по 2002 год. Вытеснен с конвейера моделью Setra S 416 UL. 

## Описание
Автобус Setra S 316 UL серийно производился с 1990 года. Аббревиатура UL означает Überlandbus (пригородный автобус).
Модель эксплуатируется в Германии, Нидерландах, Франции и Швеции. В конце 2002 года на смену автобусу Setra S 316 UL пришёл автобус Setra S 416 UL.
Последующая модель отличается, прежде всего, использованием наклонной передней части GT.

## Эксплуатация
| Страна     | Предприятие     | Количество | Серии  | Эксплуатация |
| ---------- | --------------- | ---------- | ------ | ------------ |
| Люксембург | Voyages Schiltz | 1          | MU8414 | Люксембург   |
| Люксембург | Voyages Unsen   | 1          | VU4007 | Люксембург   |
| Люксембург | Voyages Wagener | 1          | WV2024 | Люксембург   |
| Нидерланды | BBA Tours       | 1          | 172    |              |